# Jožko Ošnjak
Jožko Ošnjak (uradno Giuseppe Osgnach) slovenski beneški partizan in publicist, * 17. marec 1921, Ošnje, Italija; † 14. julij 2003, Golnik ali Lj.

## Življenjepis
Jožko se je rodil v Ošnjah pri Podutani v Beneški Sloveniji očetu Jakobu in materi Evgeniji (r. Cotič). Otroštvo je preživel v domačem kraju, italijansko osnovno šolo je obiskoval v Podutani. 
Konec leta 1940 je bil kot alpinec vpoklican v italijansko vojsko, kjer je postal podoficir minerske stroke. Kmalu po kapitulaciji se je vključil v Šentlenarško partizansko četo in sodeloval v bojih v dolinah Nadiže in Soče. Kasneje je bil dodeljen 2. Soški brigadi, napredoval v vodnika, in v juniju 1944 novoustanovljeni Beneški četi. Avgusta 1944 je bil povišan v namestnika komandanta Beneškega bataljona s katerim so ob koncu vojne v osvobodili Čedad. Avgusta 1945 je dosegel čin poročnika. Po demobilizaciji je stopil v policijsko službo. Upokojil se je 1967 kot inšpektor milice s činom podpolkovnika.
Po upokojitvi je intenzivno obravnaval tematiko NOB v Beneški Sloveniji. Zavzemal se je za sodno preganjane pripadnike beneških partizanskih čet proti katerim se je 1959 končal proces v Firencah. V svoji knjigi z naslovom Pod Matajurjem je z ljubeznijo opisal svojo beneško domovino, njene revne a dobre ljudi, njihove običaje in navade ter napredno duhovščino kot edino narodno zavedno inteligenco. 
V starosti je živel v Ljubljani in Kobaridu.